# Lakewood Club
Lakewood Club är en ort (village) i Muskegon County i Michigan i USA. Vid 2020 års folkräkning hade Lakewood Club 1 340 invånare.